# Piráti Chomutov
Piráti Chomutov – czeski klub hokejowy z siedzibą w Chomutovie.

## Dotychczasowe nazwy
- ČSK Chomutov (1945−1949)
- ZJS spojené ocelárny (1949−1951)
- Sokol Hutě (1951−1953)
- TJ Baník Chomutov ZJF (1953−1958)
- Baník VTŽ Chomutov (1958−1960)
- VTŽ Chomutov (1960−1991)
- KHL VTJ Chomutov (1991−1996)
- KLH Chomutov (1996-2011)
- Piráti Chomutov (od 2011)

## Sukcesy
- Srebrny medal mistrzostw Czechosłowacji: 1956
- Mistrzostwo 2. ligi: 1967, 2000
- Mistrzostwo 1. ligi: 2001, 2010, 2012
- Awans do ekstraligi: 2012